# Фёдоровка (Чертковский район)
Фёдоровка — хутор в Чертковском районе Ростовской области.
Входит в состав Осиковского сельского поселения.

## Население
| 2010 |
| ---- |
| 268  |

## Улицы
- ул. Заречная,
- ул. Молодёжная,
- ул. Полевая,
- пер. Новый.